# Nomada furva
Nomada furva ist eine Biene aus der Familie der Apidae. 

## Merkmale
Die Bienen haben eine Körperlänge von 4 bis 6 Millimeter (Weibchen) bzw. 4 bis 5 Millimeter (Männchen). Der Kopf und Thorax der Weibchen ist schwarz und hat eine rote Zeichnung. Die Tergite sind basal schwarz, sonst rot. Das Labrum ist rot und hat vor dem Vorderrand drei kleine Zähnchen. Das dritte Fühlerglied ist gleich lang wie das vierte. Das Schildchen (Scutellum) ist rot gefleckt. Die Schienen (Tibien) der Hinterbeine haben ein Borstenhaar und zwei kleine Dornen. Bei den Männchen ist der Kopf und Thorax schwarz und hat eine wenig ausgeprägte gelbrote Zeichnung. Die Tergite sind braunschwarz und tragen gelbe Flecken. Das Labrum ist dunkel und trägt drei Zähnchen. Das Schildchen ist schwarz. Die Schenkel (Femora) der Hinterbeine haben unten basal eine Haarfranse. Die Schienen (Tibien) der Hinterbeine sind am Ende spitz ausgezogen, haben ein Borstenhaar und zwei kleine Dornen. 

## Vorkommen und Lebensweise
Die Art ist in Süd- und Mitteleuropa verbreitet. Die Tiere fliegen in zwei Generationen von Anfang April bis Mitte September. Sie parasitieren Lasioglossum leucopus, Lasioglossum minutulum, Lasioglossum morio, Lasioglossum punctatissimum und wahrscheinlich auch weitere kleine Lasioglossum-Arten.

## Belege
Felix Amiet, M. Herrmann, A. Müller, R. Neumeyer: Fauna Helvetica 20: Apidae 5. Centre Suisse de Cartographie de la Faune, 2007, ISBN 978-2-88414-032-4.